# Augsburger Allianz
Die Augsburger Allianz, auch Augsburger Liga genannt, war ein Defensivbündnis mehrerer europäischer Mächte gegen die Ambitionen des französischen Königs Ludwig XIV. Sie wurde am 9. Juli 1686 geschlossen zwischen Kaiser Leopold I., König Karl II. von Spanien, König Karl XI. von Schweden, Kurfürst Maximilian II. Emanuel von Bayern und den Mitgliedern des fränkischen und oberrheinischen Reichskreises – in Form einer erweiterten Kreisassoziation.

## Geschichte
Die Augsburger Allianz war ursprünglich auf drei Jahre angelegt und sah die Einrichtung eines starken Bundesheers gegen die territorialen Ansprüche des französischen Königs Ludwig XIV. auf linksrheinische Gebiete vor. Der Sonnenkönig, zum mächtigsten Herrscher Europas geworden, verfolgte seit 1679 eine mit dem Begriff politique des Réunions titulierte Expansion (Reunionspolitik), die auf eine Vereinigung von allen Territorien mit dem Mutterland abzielte, die jemals zu den von Frankreich im Westfälischen und Nimweger Frieden erworbenen Gebieten gehörten, also den Trois-Évêchés, der Landgrafschaft Elsass und der Franche-Comté.
Initiator der Augsburger Allianz war der Habsburger Kaiser Leopold I., der wegen der Türkengefahr an der Ostgrenze des Heiligen Römischen Reiches gezwungen war, einen Großteil seiner militärischen Kräfte dort einzusetzen. Das Bündnis sollte einer weiteren französischen Expansion im Westen des Reiches einen Riegel vorschieben. Die vertragsschließenden Mächte sicherten einander verbindlich zu, für die Einhaltung des Westfälischen Friedens, des Friedens von Nimwegen und des am 15. August 1684 zwischen Frankreich sowie Kaiser und Reich geschlossenen Waffenstillstands von Regensburg zu sorgen. In Regensburg war neben der Waffenruhe vereinbart worden, dass die von Frankreich annektierten Reichsteile und -städte ihm vorerst 20 Jahre lang überlassen bleiben sollten, wenn Frankreich seine Reunionspolitik gegen das Reich bis dahin aussetzen würde.
Das Reichsbündnis ergänzte den zuvor zwischen Leopold I. und dem brandenburgischen Großen Kurfürsten Friedrich Wilhelm geschlossenen gegenseitigen Beistandspakt vom 22. März 1686.
1689 wurde die Augsburger Allianz durch den Beitritt von England und den Niederlanden – in Personalunion von Wilhelm von Oranien-Nassau repräsentiert – zur Wiener Großen Allianz erweitert. Er hatte bereits als Statthalter der Niederlande negative Erfahrungen mit den Franzosen gemacht und sah sich als nunmehriger englischer König Wilhelm III. auch in den Kolonien Nordamerikas mit französischer Rivalität konfrontiert.
Die Notwendigkeit der Augsburger Allianz zeigte sich, als Ludwig XIV. ungeachtet einer Verzichtsklausel im Ehevertrag seiner Schwägerin Elisabeth Charlotte von Orléans nach dem Tode des kinderlosen Pfälzer Kurfürsten Karl II. Erbansprüche auf die Pfalz erhob. Dies führte 1688 zum Neunjährigen Krieg (auch Pfälzischer Erbfolgekrieg genannt). Mit dem Frieden von Rijswijk wurde 1697 diese Auseinandersetzung beendet.